# Punatinamo
Punatinamo (Tinamotis pentlandii) är en fågel i familjen tinamoer inom ordningen tinamofåglar.

## Utseende och läte
Punatinamon är en stor och kryptiskt tecknad hönsliknande fågel. Diagnostiskt är streckat huvud och mörkt roströd buk. Lätet består av ett vittljudande skri som framförs i kör av hela grupper.

## Utbredning och systematik
Fågeln förekommer i Anderna från Peru till norra Bolivia, Chile och nordvästra Argentina. Den behandlas som monotypisk, det vill säga att den inte delas in i några underarter.

## Levnadssätt
Punatinamon hittas i gräsmarker och myrar i höga bergstrakter. Den ses vanligen i grupper om tre eller större familjegrupper, där hanen tar hand om ungarna. Fågeln löper starkt men flyger mycket sällan. I områden där den inte jagas kan den vara ganska vanlig, men är mestadels skygg.

## Status
Arten har ett stort utbredningsområde och beståndet anses stabilt. Internationella naturvårdsunionen IUCN listar den därför som livskraftig (LC).

## Namn
Fågelns vetenskapliga artnamn hedrar Joseph Barclay Pentland (1798-1873), irländsk upptäcktsresande och diplomat i  Bolivia 1836-1839. Puna är en naturtyp med höglänta slätter i centrala Anderna.